# George E. Smith
George Elwood Smith (White Plains, Nueva York, 10 de mayo de 1930-Municipio de Barnegat, 28 de mayo de 2025) fue un físico estadounidense, coinventor junto a Willard Boyle del sensor CCD, invención por la cual fueron galardonados con el Premio Nobel de Física de 2009.

## Biografía
Smith comenzó sus estudios en la Universidad de Pensilvania, en 1955, y obtuvo su doctorado en la Universidad de Chicago en 1959, disertando sobre un guion de solo ocho páginas. Trabajó en los Laboratorios Bell, en Murray Hill (Nueva Jersey), desde 1959, hasta su jubilación en 1986, en donde dirigió investigaciones sobre láseres y dispositivos semiconductores. Durante toda su carrera, Smith consiguió docenas de patentes y dirigió el departamento de VLSI de Bell.
En 1969, Smith y Willard Bayle inventaron el CCD, por el cual han recibido la medalla Stuart Ballantine del instituto Franklin, en 1973. También han recibido el premio Memorial Morris N. Liebmann(en) del IEEE, el premio Charles Stark Draper en 2006, y por último, el premio Nobel de Física en 2009.
Boyle y Smith son grandes navegantes, que realizan habitualmente travesías juntos. Después de su jubilación, Smith, navegó alrededor del mundo con su esposa Janet, durante cinco años.
Actualmente, reside en Waretown, Nueva Jersey.